# Jean Grégoire Barthélemy Rouger de Laplane
Pour les articles homonymes, voir Laplane et Rouger.
 (janvier 2020).
Si vous disposez d'ouvrages ou d'articles de référence ou si vous connaissez des sites web de qualité traitant du thème abordé ici, merci de compléter l'article en donnant les références utiles à sa vérifiabilité et en les liant à la section « Notes et références ».
Jean Grégoire Barthélemy Rouger de Laplane, né le 13 octobre 1766 à Mourvilles-Hautes en Haute-Garonne et mort le 16 juin 1837 dans cette même ville, est un général français de la Révolution et de l’Empire.

## Biographie

### Du simple soldat au colonel
Il entre en service le 3 mai 1782 dans la compagnie des gendarmes du roi, avant de quitter l’armée en 1787 lors de la suppression de cette compagnie. Il reprend du service le 21 septembre 1791 comme lieutenant au 20e régiment d’infanterie de ligne, et il est nommé capitaine le 30 août 1795 au 129e régiment d’infanterie. Il est transféré le 15 mars 1796 à la 32e demi-brigade d’infanterie de ligne et fait les campagnes de 1792 à l’an V à l’armée d’Italie, de l’an VI à l’armée d’Helvétie et de l’an VII à l’an IX à l’armée d’Orient.
Aussitôt après le débarquement, les troupes sont mises en marche pour le Caire. Arrivées au village d'Embabeh, défendu par 37 bouches à feu, 2 chebecs de la flottille du Nil et par 4 000 Mamelouks, elles doivent se faire un passage les armes à la main et le combat est intense. Laplane se fait remarquer le 10 mai 1799 lors du siège de Saint-Jean-d'Acre où, après avoir anéanti sept postes turcs sous les bombes ennemies qui lui tuent 85 des 100 hommes qu’il commande, il s’empare de la tour de Saint-Jean-d’Acre, étant lui-même blessé. À titre de récompense, le général Bonaparte lui décerne un sabre d’honneur à titre provisoire, qui devient définitif le 28 février 1802. Il est promu chef de bataillon le 7 août 1799 et est blessé de nouveau le 21 mars 1801 au cours de la bataille d’Alexandrie d’un coup de feu qui lui traverse l’avant-bras droit. De retour en France, il est nommé chef de brigade le 30 décembre 1802 à la 107e demi-brigade d’infanterie de ligne, puis il passe colonel le 24 septembre 1803 au 6e régiment d’infanterie légère. De l’an XII à l’an XIII, il sert à l’armée des côtes de l’Océan, et il est fait chevalier de la légion d’honneur le 24 décembre 1803, et commandeur de l’ordre le 14 juin 1804. 

### Général de l'Empire
Il est affecté à la Grande Armée de 1805 à 1807. Le 14 octobre 1806, lors de la bataille d'Iéna, il repousse à la tête de son régiment cinq charges de la division des grenadiers de la Garde prussienne. 
Laplane est promu général de brigade le 11 juillet 1807 et est attaché au 2e corps d’observation de la Gironde le 3 novembre suivant. Le 4 novembre 1807, il est employé à Bayonne et passe les Pyrénées à la tête de la 1re brigade de la 2e division d’infanterie du 1er corps de l’armée d’Espagne le 18 décembre 1807. Après la prise de Cordoue en juin 1808, il en devient le commandant supérieur et le 22 juillet 1808, lors de la défaite de Bailén, le général Dupont de l'Étang le charge de signer la convention avec le général Castaños, mais il refuse en répondant : « je ne signe jamais de capitulation en rase campagne ». 
Le 28 juillet 1809, il fait des prodiges de valeur à la bataille de Talavera. Dans la nuit du 12 au 13 avril 1810, alors que les Anglais effectuent un raid près de Santa-Catarina, Laplane marche à leur rencontre à la tête d'un régiment et leur inflige des pertes sévères, forçant ceux qui restent à se réfugier sur leurs vaisseaux. Il est créé baron de l’Empire le 13 août 1810. En 1812 Napoléon le rappelle à la Grande Armée et lui donne le commandement de Mecklembourg le 17 avril 1812. Le 18 juillet suivant il est chargé de la défense de Glogau. Il ne rend cette place que le 17 avril 1814, sur les ordres du nouveau gouvernement. Pendant son séjour à Glogau, il est nommé général de division le 17 juin 1813. 

### D'un régime à l'autre, 1814-1837
De retour en France lors de la Première Restauration, il prend le commandement de la subdivision du Tarn-et-Garonne le 5 août 1814. Lors des Cent-Jours, Napoléon lui confie le commandement de la 4e division des gardes nationales du corps d’observation du Jura le 12 juin 1815, et il est mis à la retraite le 15 août 1815, au retour de Louis XVIII. Les événements de 1830 le trouvent dans cette position. Le 7 février 1831, il est placé dans le cadre de réserve et est réadmis à la retraite le 1er mai 1832. Fait grand officier de la Légion d’honneur le 8 mai 1835, le général Laplane meurt le 16 juin 1837 à Mourvilles-Hautes, son village natal.

## Dotation
- Le 17 mars 1808 et le 1er janvier 1812, donataire d’une rente de 14 000 francs en Westphalie et en Illyrie.

## Armoiries
| Figure | Nom du baron et blasonnement |
| ------ | --- |
|        | Armes du baron Jean Grégoire Barthélemy Rouger de Laplane et de l'Empire, décret du 19 mars 1808, lettres patentes du 13 août 1810, commandant de la Légion d'honneur Coupé, au premier parti adextré d'or à la tour de sable, chargé d'un croissant d'argent et surmonté de trois étoiles en fasce d'azur ; à sénestre des barons tirés de l'armée ; au deuxième d'azur au palmier d'argent terrassé du même, chargé d'un chevron d'or, brochant sur le fût accompagné de deux lions contre rampants les têtes adossées du même - Livrées : les couleurs de l'écu. |

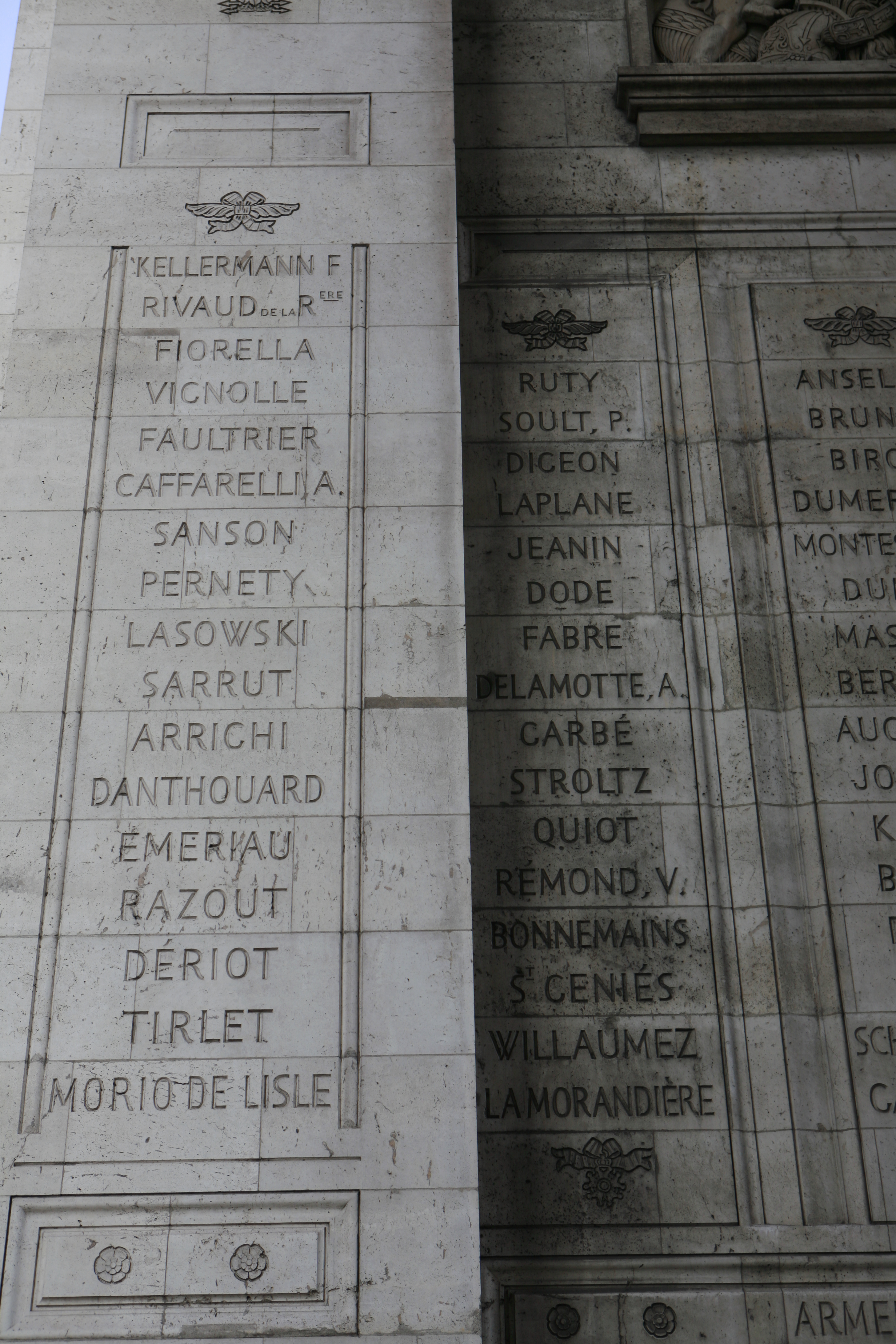
Noms gravés sous l'arc de triomphe de l'Étoile : pilier Sud, 21e et.